# هيئة الزكاة والضريبة والجمارك
هيئة الزكاة والضريبة والجمارك هي هيئة حكومية سعودية تأسست بقرار مجلس الوزراء السعودي الصادر في 4 مايو 2021 الموافق 22 رمضان 1442، بدمج الهيئة العامة للزكاة والدخل مع الهيئة العامة للجمارك تحت مسمى هيئة الزكاة والضريبة والجمارك.
وتعمل الهيئة على جباية الزكاة وتحصيل الضرائب والرسوم الجمركية، وتحقيق أعلى درجات الالتزام من قبل المكلفين بها بالواجبات المفروضة عليهم وفقًا لأفضل الممارسات وبكفاءة عالية، وتمكين المملكة من أن تكون مركزًا لوجستيًا عالميًا عبر تيسير التجارة وحماية الأمن الوطني، وتنظيم جميع الأنشطة المتعلقة بالعمل الجمركي والمنافذ الجمركية، وإدارتها، بما يكفل النهوض بمستواها إلى أقصى درجة من الكفاية والإنتاجية والتنافسية؛ وذلك من خلال تقديم خدمات عالية الجودة يتم فيها التركيز على العميل وخدمته وفق أفضل الممارسات، إلى جانب العمل على تحقيق أعلى درجات الامتثال والالتزام من قبل المكلفين بالأنظمة واللوائح، وبالإضافة إلى اختصاصاتها المقررة نظاميًّا ودون الإخلال باختصاصات الجهات الأخرى ومسؤولياتها، للهيئة القيام بكل ما يلزم في سبيل تحقيق أهدافها.

## الإستراتيجيات
حماية الوطن وأن تكون نموذجاً عالمياً في إدارة الزكاة، والضرائب، والجمارك، وتيسير التجارة بفعالية وشفافية مع التركيز على العميل.

### الأهداف الإستراتيجية[6]
- تعزيز الجانب الأمني.
- بناء منظومة فعالة.
- رفع نسب الإمتثال والإلتزام.
- تحسين تجربة العميل.
- دعم التنمية الإقتصادية وتيسير التجارة.

### الممكنات الإستراتيجية[6]
- التكامل والتعامل مع الشركاء.
- تنمية قدرات الموظفين.
- البيانات والتحليل.
- التميز التشغيلي وكفاءة الإنفاق.
- الرقمنة والإبتكار.
- الشفافية بشأن الزكاة، والضرائب، والرسوم الجمركية.
- تطوير البنية التحتية والمرافق.